# Крекінг-установки у Пасір-Гуданзі
Крекінг-установки у Пасір-Гуданзі — складові частини нафтохімічного майданчика на півдні Малайського півострова в місті Пасір-Гуданг.
Робота нафтохімічного майданчика компанії Titan (в 2012 році придбана південнокорейською Lotte) почалась у 1991 році із запуску лінії поліпропілену потужністю 100 тисяч тонн на рік. За два роки тут звели лінію лінійного поліетилену низької щільності/поліетилену високої щільності потужністю 220 тисяч тонн, а в 1994-му запрацювало власне виробництво необхідної для полімеризації сировини — установка парового крекінгу (піролізу), здатна продукувати 230 тисяч тонн етилену та 115 тисяч тонн пропілену на рік.
Наступними кроками стали запуск другої піролізної установки з первісними показниками 330 тисяч тонн етилену та 165 тисяч тонн пропілену (1999), ліній поліетилену низької та високої щільності потужністю 230 тисяч та 115 тисяч тонн відповідно (1999 та 2000) і поява другої лінії поліпропілену з річним показником 200 тисяч тонн (1999).
Крім того, у кінці 1990-х у Пасір-Гуданзі з'явився завод мономеру стирену японської компанії Idemitsu, потужність якого станом на другу половину 2010-х становила 240 тисяч тонн. Необхідні для його роботи етилен та бензол постачає саме власник установок парового крекінгу (бензол продукується не ними, а запущеним в 2000-му заводом ароматичних вуглеводнів).
У другій половині 2000-х піролізне виробництво могло продукувати вже 690 тисяч тонн етилену. Втім, це зростання почасти було викликане бажанням збільшити виробництво пропілену. Для цього у 2008-му ввели в експлуатацію установку метатези олефінів, яка з етилену та бутену (ще один ненасичений вуглеводень, вилучений з піролізної фракції С4) продукує пропілен в обсягах до 115 тисяч тонн, що довело загальну потужність майданчику по цьому олефіну до 480 тисяч тонн. Аналогічний показник стали мати і модернізовані лінії поліпропілену.
Початок роботи з фракцією С4 також включав появу у 2008-му виробництва бутадієну потужністю 100 тисяч тонн та запуск за чотири роки заводу трет-бутанолу з проектним показником 110 тисяч тонн (одним зі шляхів отримання цього спирту є реакція ізобутилену з водою).
Побічними продуктами парового крекінгу є піролізний бензин (ще станом на 2000 рік майданчик міг продукувати 230 тисяч тонн цього високооктанового матеріалу) та водень.
Як сировину пасір-гуданзькі установки парового крекінгу використовують переважно газовий бензин (80 %), бутан і пропан (по 10 %).
Можливо також відзначити, що Lotte Chemical Titan володіє двома когенераційними електростанціями — Пасір-Гуданг і Tanjung Langsat з електричною потужністю 42 МВт та 21 МВт відповідно.

## Проект TE-3
У другій половині 2010-х на майданчику ведуться роботи зі спорудження установки каталітичного крекінгу у псевдозрідженому шарі. Такі об'єкти широко використовуються у нафтохімії для продукування ароматичних вуглеводнів, проте практично на залучаються до виробництва олефінів. Передбачається, що створена за технологією K-COT (KBR Catalytic Olefins Converter) установка піддаватиме крекінгу:
- продуковану піролізними установками фракцію С4, яка перед тим пройшла через процедуру вилучення ненасичених вуглеводнів (бутадієн, ізобутилен, бутен);
- отриману після піролізу фракцію С5;
- продуковані піролізними установками фракції С6 та С7, які перед тим пройшли через процедуру вилучення ароматичних вуглеводнів (бензол, толуол, ксилол);
- отримані від сторонніх постачальників газовий бензин та легку нафту.
В результаті проекту ТЕ-3 виробництво пропілену має збільшитися на 125 тисяч тонн, етилену — на 97 тисяч тонн, а забезпечений додатковою сировиною завод трет-бутанолу зможе працювати на повну потужність. Істотно також збільшиться виробництво традиційної продукції каталітичного крекінгу в псевдозрідженому шарі — ароматичних вуглеводнів, випуск яких на майданчику зросте удвічі до 300 тисяч тонн.
Восени 2018-го в Пасір-Гуданзі стала до ладу пов'язана з проектом ТЕ-3 третя лінія поліпропілену, яка збільшила потужність з випуску цього полімеру до 640 тисяч тонн.